# 米哈伊洛夫角
米哈伊洛夫角（英語：Cape Mikhaylov）是南極洲的海岬，位於威爾克斯地，處於托滕冰川以東78公里，在1947年根據美國海軍拍攝空中照片繪入地圖，現時由南極條約體系管理。